# Achtuba
Achtuba – rzeka w Rosji (długość 537 km). Jest lewą odnogą dolnej Wołgi, od której oddziela się nad Wołgogradem. Uchodzi do Morza Kaspijskiego.